# کانگایو
کانگایو (به اسپانیایی: Cangallo) یک شهرک در پرو است که در منطقه آیاکوچو واقع شده‌است. کانگایو ۲٬۵۷۷ متر بالاتر از سطح دریا واقع شده‌است.